# Stolpa
Stolpa (v izvirniku The Two Towers) je druga knjiga v Tolkienovi trilogiji Gospodar prstanov. Po knjigi je bil posnet tudi film, ki ga je režiral Peter Jackson.

## Vsebina
Zgodba se začne po razdelitvi Bratovščine na Amon Henu. Frodo in Samo se sama odpravita v Mordor, na poti tja pa kmalu ugotovita, da ju zasleduje Gollum. Ko ga ujameta, jima v zameno za življenje obljubi zvestobo, zato postane njun vodič v Mordor.
Aragorn, Legolas in Gimli medtem zasledujejo Sarumanove orke, ki so ugrabili Meda in Pipina. Pot jih vodi skozi Rohan do Ajzengarta, kamor naj bi orki odpeljali ujetnika. A orke opazijo konjeniki Marke, ki jih dohitijo in pobijejo, Medo in Pipin pa v zmedi napada pobegneta v gozd Fangorn. Tam srečata enta Bradodreva, ki po naročilu Belega čarovnika pazi nanju. Gimli, Legolas in Aragorn sledijo hobitjim sledem in razodene se jim Gandalf, ki je po svoji vrnitvi zdaj Gandalf Beli. Popelje jih v Edoras, kjer kralja Theodena reši izpod Sarumanovega vpliva, kralj pa nato svoje ljudstvo popelje v Helmov brezen, da bi se ubranili pred napadom Sarumanovih orkov.
Obleganje številčno mnogo šibkejših branilcev se zdi vedno bolj obupano, vendar se Gandalf nazadnje vrne s preostankom rohanske vojske in skupaj premagajo orke. Ti pobegnejo v gozd Huornov, bitij, podobnih entom, in za vedno izginejo v njem. Gandalf, Theoden, Aragorn, Gimli in Legolas se odpravijo v Ajzengart, ki so ga medtem osvojili enti pod Bradodrevovim poveljstvom. Gandalf prelomi Sarumanovo palico in ga odstavi z mesta vodje istarjev.
Froda in Sama v Ithilienu ujamejo Gondorci pod poveljstvom Faramirja, Boromirjevega brata. Faramir se izkaže za modrejšega od svojega brata in Froda izpusti, čeprav bi mu lahko Prstan na silo odvzel.

## Glavne osebe
- Frodo Bisagin - hobit, nečak Bilba Bisagina, trenutni nosilec Prstana Mogote
- Samo - hobit
- Pipin - hobit
- Medo - hobit
- Gandalf - čarovnik (vešč)
- Aragorn - človek
- Legolas - vilin
- Gimli - škrat
- Faramir - človek
- Bradodrev - ent
- Theoden - človek, Rohanski kralj
- Saruman - čarovnik (vešč)